# Séverin Mielżyński
Pour les articles homonymes, voir Mielżyński.
Séverin Mielżyński, polonais : Seweryn Mielżyński, né le 11 octobre 1804 à Poznań et mort le 17 décembre 1872, est un homme politique polonais et insurgé de la révolution du 29 novembre 1830.

## Biographie
Il est le fils de Józef Mielżyński et Franciszka Niemojowska. Il grandit sous la gouvernance du Français Jean-Baptiste Motty, qui fut placé sous la protection du chef de famille Jozef.
Il est le frère d'Ignace et de Mathias, et l'époux de Franciszka Wilxszycki.

## Distinction
- décoré de la croix d'or dans l'Ordre militaire de Virtuti Militari